# Подцъркавле
Подцъркавле (на хърватски: Podcrkavlje) е село и община в Бродско-посавска жупания, Хърватия. Общината включва тринадесет населени места.
Според преброяването от 2011 г. общината има 2553 жители, 98,8% от които хървати.